# Teorema del cosinus

Fig. 1 - Un triangle.

En trigonometria, el teorema del cosinus és una identitat, referida a un triangle qualsevol, que relaciona les longituds dels seus costats amb el cosinus d'un dels seus angles. Emprant la notació referida a la Figura 1, el teorema del cosinus estableix que
{\displaystyle c^{2}=a^{2}+b^{2}-2ab\cos(\gamma ),\,}
O, de forma equivalent:
{\displaystyle b^{2}=c^{2}+a^{2}-2ca\cos(\beta ),\,}
{\displaystyle a^{2}=b^{2}+c^{2}-2bc\cos(\alpha ).\,}
Cal fixar-se que c és el costat oposat a l'angle γ, i que a i b són els dos costats que formen l'angle γ. Totes tres identitats diuen el mateix; només es presenten separadament perquè en resoldre triangles amb tres costats donats s'ha d'aplicar la identitat tres cops permutant el paper dels tres costats.
El teorema del cosinus generalitza el teorema de Pitàgores, el qual només es compleix pel cas de triangles rectangles: si l'angle γ és un angle recte (mesura 90° o {\displaystyle \scriptstyle \pi /2} radiants), llavors {\displaystyle \scriptstyle \cos(\gamma )\,=\,0} i, per tant, el teorema del cosinus es redueix a
{\displaystyle c^{2}=a^{2}+b^{2}\,}
que és el teorema de Pitàgores.
El teorema del cosinus és útil per a calcular el tercer costat d'un triangle quan es coneixen dos costats i l'angle inclòs, i per a calcular els angles d'un triangle quan es coneixen els tres costats.

## Història

Fig. 2 – Triangle obtús ABC amb la perpendicular BH

Els elements d'Euclides, que són del segle iii aC, contenen una versió del teorema del cosinus. El cas del triangle obtús i del triangle agut (que corresponen als casos en què el cosinus té valors negatius o positius respectivament) es tracten per separat, en les proposicions 12 i 13 del Llibre 2. Com que en l'època d'Euclides no s'havien desenvolupat les funcions trigonomètriques ni l'àlgebra (en particular els nombres negatius), l'afirmació té un caire més geomètric:
| «           | Proposició 12. En els triangles obtusangles, el quadrat del costat oposat a l'angle obtús és major que els quadrats dels costats que comprenen l'angle obtús en dues vegades el rectangle comprès per un costat dels de l'angle obtús sobre el que cau la perpendicular i la recta exterior tallada per la perpendicular fins a l'angle obtús. | » |
| — Euclides. | |   |

Utilitzant la notació de la Figura Fig. 2, L'enunciat d'Euclides es pot representar per la fórmula
{\displaystyle AB^{2}=CA^{2}+CB^{2}+2(CA)(CH)\,.}
Aquesta fórmula es pot transformar en l'enunciat del teorema del cosinus observant que CH = a cos(π – γ) = −a cos(γ).
La Proposició 13 conté un enunciat completament anàleg per a triangles acutangles.
El teorema del cosinus no va evolucionar més enllà dels dos teoremes d'Euclides fins al desenvolupament de la moderna trigonometria a l'edat mitjana pels matemàtics musulmans. L'astrònom i matemàtic al-Battani va generalitzar el resultat d'Euclides a la geometria esfèrica al principi del segle x, això li va permetre calcular la distància angular entre estrelles. Durant el segle xv, al-Kashi de Samarcanda va calcular taules trigonomètriques de gran exactitud i va presentar el teorema en una forma adequada per a la triangulació. En francès, encara ara es coneix el teorema del cosinus com el teorema d'Al-Kashi.
El teorema va ser popularitzat al món occidental per François Viète, que aparentment el va descobrir de forma independent. A començaments del segle xix la notació moderna va permetre que el teorema del cosinus s'escrivís en la seva forma actual.

## Aplicacions

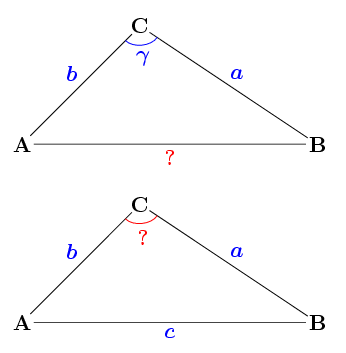
Fig. 3 – Aplicacions del teorema del cosinus: costat desconegut i angle desconegut.

El teorema es fa servir en triangulació per la resolució de triangles, és a dir per a trobar (vegeu Figura 3)
- el tercer costat d'un triangle si es coneixen dos costats i l'angle entre ells:

{\displaystyle \,c={\sqrt {a^{2}+b^{2}-2ab\cos(\gamma )}}\,;}
- els angles d'un triangle si es coneixen els tres costats:

{\displaystyle \,\gamma =\arccos {\frac {a^{2}+b^{2}-c^{2}}{2ab}}\,;}
- el tercer costat d'un triangle si es coneixen dos costats i un angle oposat a un d'ells (també es pot emprar el teorema de Pitàgores per a resoldre aquest cas):

{\displaystyle \,a=b\cos(\gamma )\pm {\sqrt {c^{2}-b^{2}\sin ^{2}(\gamma )}}\,.}
Si l'angle és molt agut (és a dir si c és petit en comparació amb a i b o γ és petit comparat amb 1), aquestes fórmules produeixen un gran error d'arrodoniment si els càlculs es fan en coma flotant.
La primera equació s'obté de forma immediata aïllant c de l'expressió del teorema del cosinus i agafant el signe positiu de l'arrel quadrada perquè c és una distància.
La segona també s'obté de forma immediata aïllant el cosinus i trobant l'angle.
La tercera és el resultat de resoldre l'equació de segon grau:
{\displaystyle a^{\text{2}}~-~\left({\text{2}}b~{\text{cos}}~\gamma \right)a~+~\left(b^{\text{2}}~-~c^{\text{2}}\right){\text{ }}={\text{ }}0}
on a és la incògnita, el resultat dona:
{\displaystyle a={\frac {\left({\text{2}}b~{\text{cos}}~\gamma \right)\pm {\sqrt {\left({\text{2}}b~{\text{cos}}~\gamma \right)^{2}-4\left(b^{\text{2}}~-~c^{\text{2}}\right)}}}{2}}}
Simplificant:
{\displaystyle {\begin{aligned}&a=b~{\text{cos}}~\gamma \pm {\sqrt {b^{2}~{\text{cos}}^{2}~\gamma -b^{\text{2}}~+c^{\text{2}}}}\\&a=b~{\text{cos}}~\gamma \pm {\sqrt {b^{2}~\left({\text{1-sin}}^{2}~\gamma \right)-b^{\text{2}}~+c^{\text{2}}}}\\&a=b~{\text{cos}}~\gamma \pm {\sqrt {c^{2}-b^{2}~{\text{sin}}^{2}~\gamma }}\\\end{aligned}}}
Aquesta equació pot tenir 2, 1, o 0 solucions positives, que corresponen al nombre de triangles possibles amb les dades donades. Tindrà dues solucions si b sin(C) < c < b, només en tindrà una si c > b o c = b sin(C), i no en tindrà cap si c < b sin(C).

## Cas de triangle isòsceles
Quan a = b, és a dir, quan el triangle és un triangle isòsceles amb els dos costats iguals formant l'angle γ el teorema del cosinus se simplifica significativament. Com que a² + b² = 2a² = 2ab, el teorema del cosinus esdevé
{\displaystyle \cos(\gamma )=1-{\frac {c^{2}}{2a^{2}}}.\;}

## Demostracions

### Fent servir la fórmula de la distància
S'agafa el triangle amb costats de longitud a, b, c, on {\displaystyle \theta } és la mesura de l'angle oposat al costat de longitud c. Aquest triangle es pot col·locar damunt d'un sistema de coordenades cartesianes a base de dibuixar {\displaystyle A(b\cos \theta ,\ b\sin \theta ),\ B(a,0),\ {\text{i}}\ C(0,0).} Per la fórmula de la distància es té {\displaystyle c={\sqrt {(b\cos \theta -a)^{2}+(b\sin \theta -0)^{2}}}}. Llavors només cal simplificar aquesta equació:
{\displaystyle {\begin{aligned}c^{2}&{}=(b\cos \theta -a)^{2}+(b\sin \theta -0)^{2}\\c^{2}&{}=b^{2}\cos ^{2}\theta -2ab\cos \theta +a^{2}+b^{2}\sin ^{2}\theta \\c^{2}&{}=a^{2}+b^{2}(\sin ^{2}\theta +\cos ^{2}\theta )-2ab\cos \theta \\c^{2}&{}=a^{2}+b^{2}-2ab\cos \theta \end{aligned}}}
Un avantatge d'aquesta demostració és que no cal considerar per separat el cas del triangle acutangle i el triangle obtusangle.

### Fent servir trigonometria

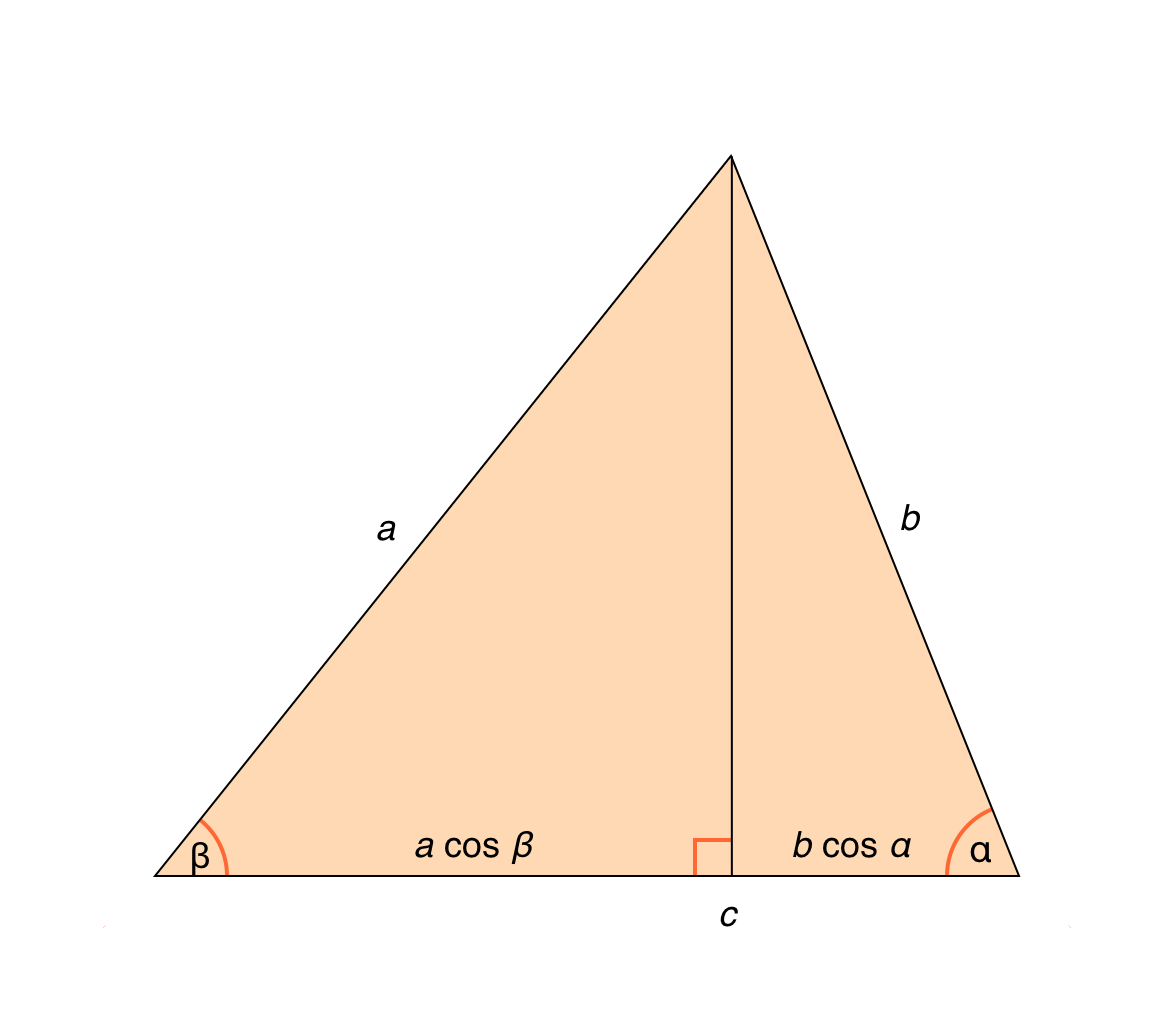
Fig. 4 – Un triangle acutangle amb una perpendicular

Es traça la perpendicular al costat c i es té (vegeu Fig. 4)
{\displaystyle c=a\cos(\beta )+b\cos(\alpha )\,.}
(Això continua sent cert si α o β són obtusos, en aquest cas la perpendicular cau fora del triangle.) Multiplicant als dos cantons per c es té
{\displaystyle c^{2}=ac\cos(\beta )+bc\cos(\alpha )\,.}
Repetint el mateix amb les altres perpendiculars s'obté
{\displaystyle a^{2}=ac\cos(\beta )+ab\cos(\gamma )\,}
{\displaystyle b^{2}=bc\cos(\alpha )+ab\cos(\gamma )\,.}
Sumant les últimes dues dona 
{\displaystyle a^{2}+b^{2}=ac\cos(\beta )+bc\cos(\alpha )+2ab\cos(\gamma )\,}
Reordenant s'obté
{\displaystyle ac\cos(\beta )+bc\cos(\alpha )=a^{2}+b^{2}-2ab\cos(\gamma )\,}
Substituint aquest resultat a la primera equació per obtenir {\displaystyle c^{2}} dona el teorema del cosinus
{\displaystyle c^{2}=a^{2}+b^{2}-2ab\cos(\gamma )\,.}
Aquesta demostració fa servir trigonometria de forma que tracta els cosinus de diversos angles com a quantitats per la seva pròpia naturalesa. Fa servir el fet que el cosinus d'un angle expressa la relació entre els dos costats que contenen l'angle en qualsevol triangle rectangle. Altres demostracions (de més avall) són més geomètriques en el sentit que tracten expressions tals com {\displaystyle a\cos(\gamma )} merament com una etiqueta per indicar la longitud d'un cert segment.
Moltes demostracions tracten el cas agut i obtús per separat.

### Fent servir el teorema de Pitàgores

Fig. 5 – Triangle obtús ABC amb altura BH

Cas d'un angle obtús. Euclides demostra aquest teorema a base d'aplicar el teorema de Pitàgores a cada un dels dos triangles rectangles de la Fig. 5. Utilitzant d per indicar el segment CH i h per l'altura BH, el triangle AHB dona
{\displaystyle c^{2}=(b+d)^{2}+h^{2},\,}
i el triangle CHB dona
{\displaystyle d^{2}+h^{2}=a^{2}.\,}
Desenvolupant la primera equació dona
{\displaystyle c^{2}=b^{2}+2bd+d^{2}+h^{2}.\,}
Substituint aquí la segona equació s'obté
{\displaystyle c^{2}=a^{2}+b^{2}+2bd.\,}
Aquesta és la proposició 12 del Llibre 2 dels Elements d'Euclides. Per a transformar-ho an l'expressió moderna del teorema del cosinus, fixeu-vos que 
{\displaystyle d=a\cos(\pi -\gamma )=-a\cos(\gamma ).\,}
Cas d'un angle agut. La demostració de la Proposició 13 d'Euclides segueix la mateixa línia que la demostració de la Proposició 12: aplica el teorema de Pitàgores als dos triangles rectangles que es formen traçant la perpendicular sobre un dels costats adjacents a l'angle i fa servir el binomi de Newton per simplificar.

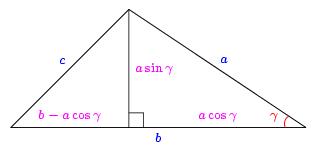
Fig. 6 – Una demostració curta fent servir trigonometria pel cas d'un angle agut

Una altra demostració pel cas agut. Fent servir una mica més de trigonometria, el teorema del cosinus es pot deduir aplicant el teorema de Pitàgores només un cop. De fet, emprant el triangle rectangle de cantó esquerre de la Fig. 6 es pot veure que:
{\displaystyle {\begin{aligned}c^{2}&{}=(b-a\cos(\gamma ))^{2}+(a\sin(\gamma ))^{2}\\&{}=b^{2}-2ab\cos(\gamma )+a^{2}(\cos ^{2}(\gamma ))+a^{2}(\sin ^{2}(\gamma ))\\&{}=b^{2}+a^{2}-2ab\cos(\gamma ),\end{aligned}}}
que surt de fer servir la identitat trigonomètrica
{\displaystyle \cos ^{2}(\gamma )+\sin ^{2}(\gamma )=1.\,}
Nota. Aquesta demostració necessita una lleugera modificació si b < a cos(γ). En aquest cas, el triangle rectangle al qual s'aplica el teorema de Pitàgores surt fora del triangle ABC. L'únic efecte que té això en el càlcul és que la quantitat b − a cos(γ) és substituïda per a cos(γ) − b. Com que aquesta quantitat només entra en el càlcul a través del seu quadrat, el resultat de la resta de la demostració queda inalterat.
Nota. Aquest problema només passa quant β és obtús, i es pot evitar reflectint el triangle respecte de la bisectriu de l'angle γ.
Observació. Respecte de la Fig 6 val la pena de fixar-se que si l'angle oposat al costat a és {\displaystyle \alpha } llavors:
{\displaystyle tan(\alpha )={\frac {a\sin(\gamma )}{b-a\cos(\gamma )}}}
Això és útil per al càlcul directe d'un segon angle quan venen donats dos costats i l'angle inclòs.

### Fent servir elteorema de Ptolemeu

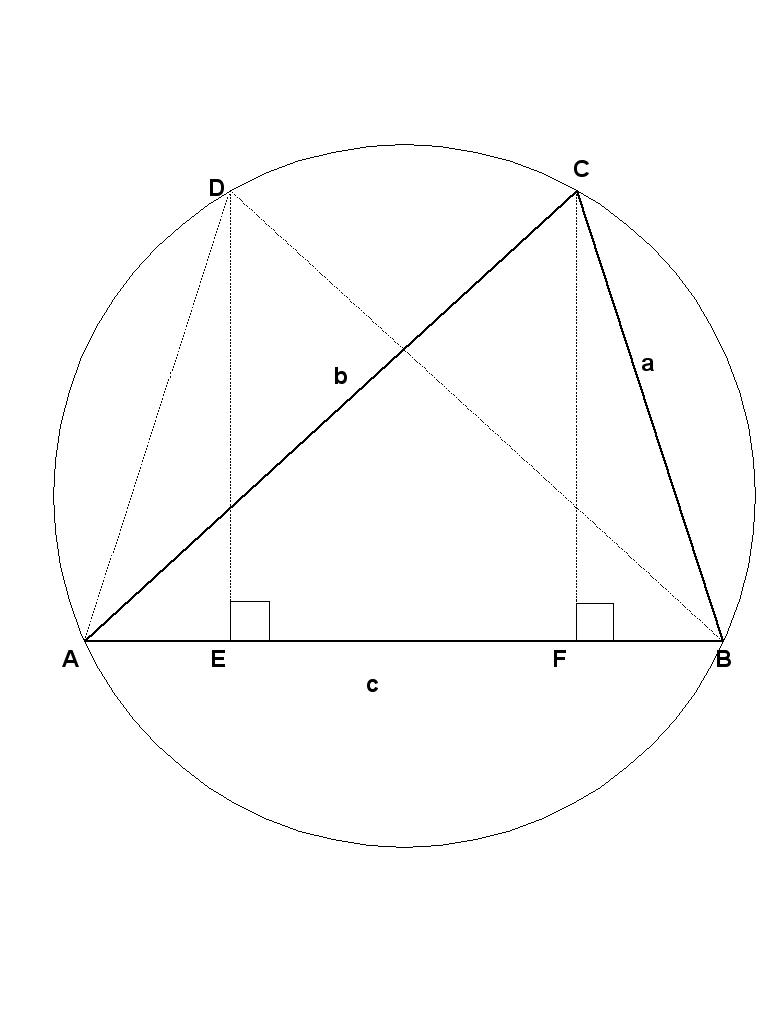
Demostració del teorema del cosinus fent servir el teorema de Ptolemeu

Respecte del diagrama, el triangle ABC amb costats AB = c, BC = a i AC = b es dibuixa dins la seva circumferència circumscrita tal com es presenta. El triangle ABD es construeix congruent amb el triangle ABC amb AD = BC i BD = AC. Les perpendiculars des de D i C troben la base AB a E i F respectivament. Llavors:
{\displaystyle {\begin{aligned}&BF=AE=BC\cos {\hat {B}}=a\cos {\hat {B}}\\\Rightarrow \ &DC=EF=AB-2BF=c-2a\cos {\hat {B}}.\end{aligned}}}
Ara el teorema del cosinus s'obté com a resultat directe de l'aplicació del teorema de Ptolemeu al quadrilàter cíclic ABCD:
{\displaystyle {\begin{aligned}&AD\times BC+AB\times DC=AC\times BD\\\Rightarrow \ &a^{2}+c(c-2a\cos {\hat {B}})=b^{2}\\\Rightarrow \ &a^{2}+c^{2}-2ac\cos {\hat {B}}=b^{2}.\end{aligned}}}
Evidentment, si l'angle B és de 90 graus, llavors ABCD és un rectangle i l'aplicació del teorema de Ptolemeu porta al teorema de Pitàgores:
{\displaystyle a^{2}+c^{2}=b^{2}.\quad }

### Per comparació d'àrees
També es pot demostrar el teorema del cosinus a base de calcular areas. El canvi de signe quan l'angle {\displaystyle \gamma } esdevé obtús fa necessària la distinció dels casos agut i obtús.
Recordant que 
- a², b², i c² són les àrees dels quadrats amb costats a, b, i c, respectivament;
- si γ és agut, llavors ab cos(γ) és l'àrea del paral·lelogram de costats a i b que formen un angle de {\displaystyle \scriptstyle \gamma '\,=\,\pi /2-\gamma };
- si γ és obtús i, per tant, cos(γ) és negatius, llavors −ab cos(γ) és l'àrea del paral·lelogram de costats a' i b que formen un angle de {\displaystyle \scriptstyle \gamma '\,=\,\gamma -\pi /2}.

Fig. 7a – Demostració del teorema del cosinus per a angle agut γ a base de "retallar i enganxar".

Cas agut. La Figura 7a mostra un Heptàgon retallat en bocins més petits (de dues formes diferents) per a obtenir la demostració del teorema del cosinus. Els diferents bocins són
- de rosa, les àrees a², b² a l'esquerra i les àrees 2ab cos(γ) i c² a la dreta;
- de blau, el triangle ABC, a l'esquerra i a la dreta;
- de gris, triangles auxiliars, tots congruents amb ABC, i en igual nombre (2) tant a l'esquerra com a la dreta.

La igualtat d'àrees a l'esquerra i a la dreta dona
{\displaystyle \,a^{2}+b^{2}=c^{2}+2ab\cos(\gamma )\,.}

Fig. 7b – Demostració del teorema del cosinus pel cas que l'angle γ sigui obtús a base de "retallar i enganxar".

Cas obtús. La Figura 7b retalla un hexàgon de dues formes diferents en bocins més petits, resultant-ne una demostració del teorema del cosinus pel cas que l'angle γ sigui obtús. En té 
- de rosa, les àrees a², b², i −2ab cos(γ) a l'esquerra i c² a la dreta;
- de blau, el triangle ABC dos cops, tant a la dreta com a l'esquerra.

La igualtat d'àrees a la dreta i a l'esquerra dona
{\displaystyle \,a^{2}+b^{2}-2ab\cos(\gamma )=c^{2}.}
Per donar rigor a aquestes demostracions cal afegir demostracions que les diverses figures són congruents i per tant, tenen la mateixa àrea. Per això es pot comprovar la igualtat en les longituds dels costats i la suma dels angles de cada vèrtex.

### Fent servir la geometria del cercle
Fent servir la geometria del cercle és possible obtenir una demostració més geomètrica que no pas fent servir el teorema de Pitàgores tot sol. S'eviten les manipulacions algebraiques (en particular s'evita fer servir la identitat del quadrat d'un binomi).

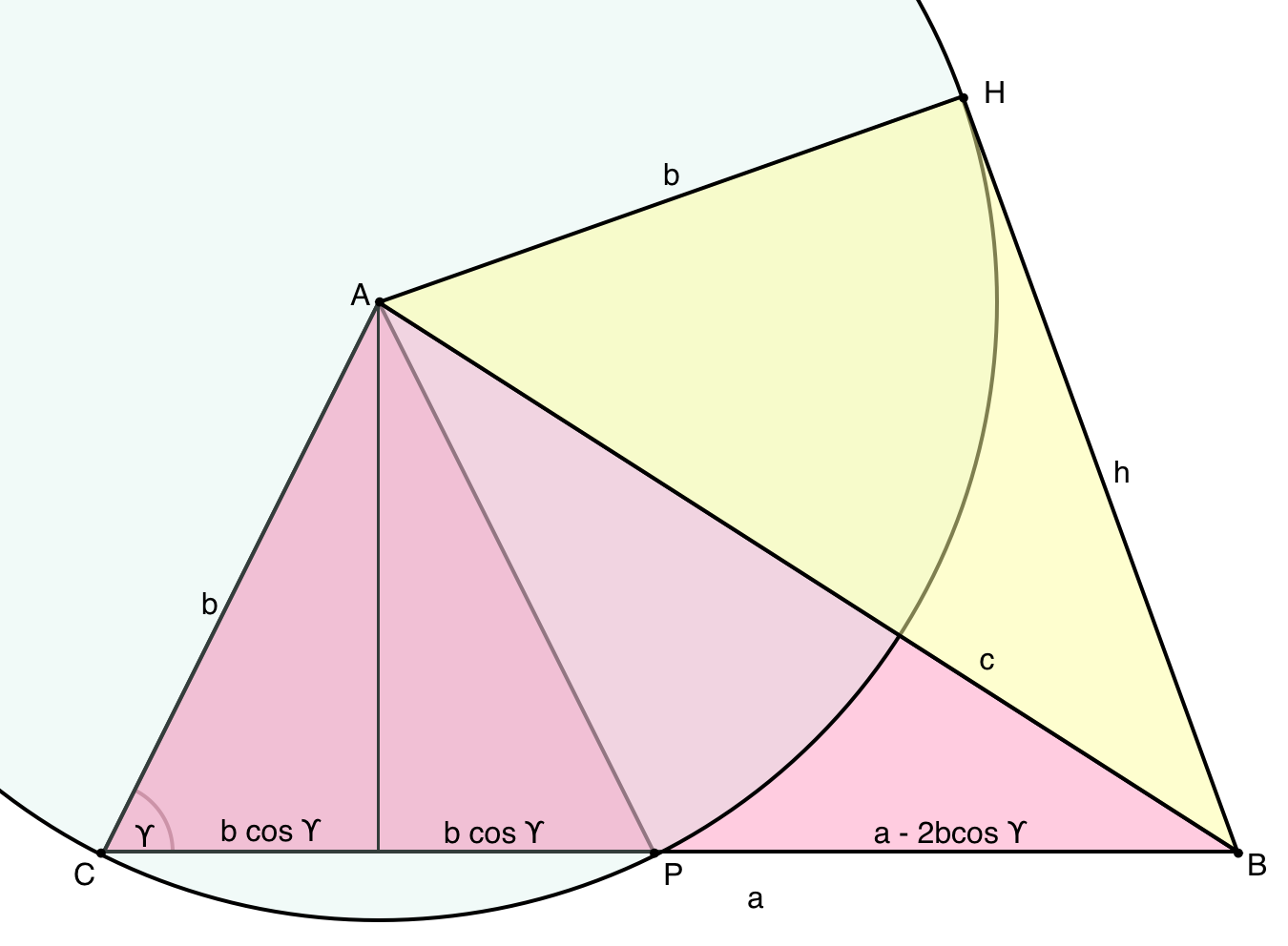
Fig. 8a – El triangle ABC (rosa), un cercle auxiliar (blau cel) i un triangle rectangle auxiliar (groc)

Cas de l'angle γ agut, on a > 2 b cos(γ). Es traça la perpendicular des de A fins a a = BC, creant un segment de longitud b cos(γ). Es duplica el triangle rectangle obtingut per a formar el triangle isòsceles ACP. Es construeix el cercle amb centre a A i radi b, i la seva tangent h = BH a través de B. La tangent h forma un angle recte amb el radi b (Elements d'Euclides: Llibre 3, Proposició 18;), per tant el triangle groc de la Figura 8 és rectangle. Aplicant el teorema de Pitàgores s'obté
{\displaystyle c^{2}=b^{2}+h^{2}\,.}
Ara es fa servir el teorema de la tangent secant (Elements d'Euclides: Llibre 3, Proposició 36), que diu que el quadrat de la tangent a través d'un punt B de fora del cercle és igual al producte dels dos segments (des de B) creats per qualsevol secant del cercle que passi per B. En el cas present: BH² = BC BP, o
{\displaystyle h^{2}=a(a-2b\cos(\gamma ))\,.}
Substituint a l'equació anterior dona el teorema del cosinus:
{\displaystyle c^{2}=b^{2}+a(a-2b\cos(\gamma ))\,.}
Fixeu-vos que h² és la potència del punt B respecte del cercle. La utilització del teorema de Pitàgores i del teorema de la tangent secant, es pot substituir per una sola aplicació del teorema de la potència d'un punt.

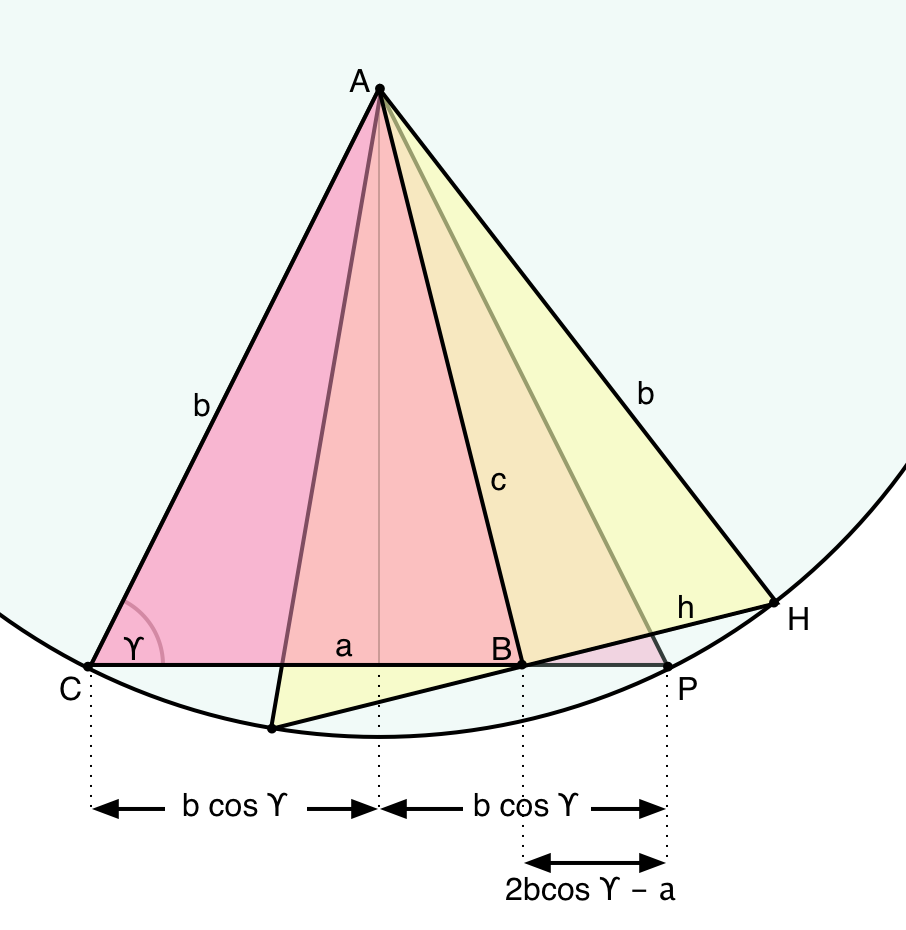
Fig. 8b – El triangle ABC (rosa), un cercle auxiliar (blau cel) i dos triangles rectangles auxiliars (groc)

Cas en què l'angle γ és agut, on a < 2 b cos γ. Es traça la perpendicular a a que passa per A = BC, creant un segment de longitud b cos(γ). Es duplica el triangle rectangle per tal de formar el triangle isòsceles ACP. Es construeix el cercle amb centre a A i radi b, i una corda a través de B perpendicular a c = AB, la meitat de la qual és h = BH. S'aplica el teorema de Pitàgores per obtenir
{\displaystyle b^{2}=c^{2}+h^{2}\,.}
Ara es fa servir el teorema de la corda (Elements d'Euclides: Llibre 3, Proposició 35), que diu que si dues cordes s'intersequen, el producte dels dos segments obtinguts en una corda és igual al troducte dels dos segments obtinguts a l'altra. En el cas actual: BH² = BC BP, o
{\displaystyle h^{2}=a(2b\cos(\gamma )-a)\,.}
Substituint a l'equació anterior dona el teorema del cosinus:
{\displaystyle b^{2}=c^{2}+a(2b\cos(\gamma )-a)\,.}
Fixeu-vos que la potència del punt B respecte del cercle té el valor negatiu −h².

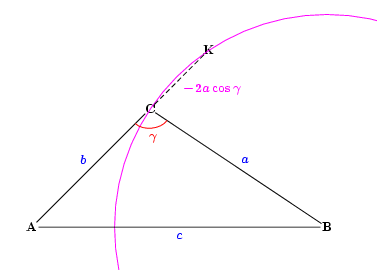
Fig. 9 – Demostració del teorema del cosinus fent servir el teorema de la potència d'un punt.

Cas de l'angle γ obtús. Aquesta demostració fa servir directament el teorema de la potència d'un punt, sense els triangles auxiliars obtinguts per a construir una tangent o una corda. Es construeix un cercle amb centre B i radi a (vegeu Figura 9), el qual interseca la secant que passa per A i C en els punts C i K. La potència del punt A respecte del cercle és igual simultàniament a AB² − BC² i a AC·AK. Per tant,
{\displaystyle {\begin{aligned}c^{2}-a^{2}&{}=b(b+2a\cos(\pi -\gamma ))\\&{}=b(b-2a\cos(\gamma ))\end{aligned}}}
que és el teorema del cosinus.
Si es fan servir mesures algebraiques per als segments (és a dir, permetent nombres negatius per a les seves longituds) el cas de l'angle obtús (CK > 0) i de l'angle agut (CK < 0) es poden tractar simultàniament.

## Formulació vectorial
El teorema del cosinus és equivalent a la fórmula
{\displaystyle {\vec {b}}\cdot {\vec {c}}=\Vert {\vec {b}}\Vert \Vert {\vec {c}}\Vert \cos \theta }
en teoria d'espais vectorials, aquesta fórmula expressa el producte escalar de dos vectors en termes dels seus respectius mòduls i de l'angle que formen.

Fig. 10 – Triangle format per vectors

Demostració de l'equivalència. Respecte de la Figura 10, fixeu-vos que 
{\displaystyle {\vec {a}}={\vec {b}}-{\vec {c}}\,}
I per tant es pot calcular:
| {\displaystyle \Vert {\vec {a}}\Vert ^{2}\,} | {\displaystyle =\Vert {\vec {b}}-{\vec {c}}\Vert ^{2},}                                               |
|                                              | {\displaystyle =({\vec {b}}-{\vec {c}})\cdot ({\vec {b}}-{\vec {c}})\,}                               |
|                                              | {\displaystyle =\Vert {\vec {b}}\Vert ^{2}+\Vert {\vec {c}}\Vert ^{2}-2{\vec {b}}\cdot {\vec {c}}\,.} |
El teorema del cosinus formulat en aquest context estableix que:
{\displaystyle \Vert {\vec {a}}\Vert ^{2}=\Vert {\vec {b}}\Vert ^{2}+\Vert {\vec {c}}\Vert ^{2}-2\Vert {\vec {b}}\Vert \Vert {\vec {c}}\Vert \cos(\theta )\,}
expressió equivalent a la fórmula anterior a partir de la teoria dels vectors.

## Generalització a les geometries no euclidianes

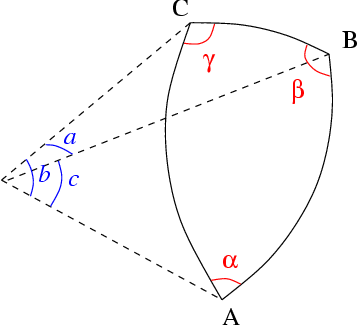
Figura 7 - Triangle esfèric: dimensions reduïdes a, b i c; angles α, β i γ.

Per a una superfície no euclidiana de curvatura K, dient R al radi de curvatura. Es verifica 
{\displaystyle \,R=1/{\sqrt {|K|}}}.
Es defineixen llavors les dimensions reduïdes del triangle:
{\displaystyle \,a=BC/R},
{\displaystyle \,b=AC/R},
{\displaystyle \,c=AB/R}.
En el cas d'un triangle esfèric, a, b i c corresponen a la mesura angular dels segments d'arc geodèsic [BC], [AC] i [AB] (vegeu figura 7).

### Geometria esfèrica
En un triangle esfèric ABC (figura 7), el teorema del cosinus s'escriu
{\displaystyle \cos c=\cos a\,\cos b+\sin a\,\sin b\,\cos \gamma }.
Quan el radi de curvatura és molt gran respecte les dimensions del triangle, és a dir quan
{\displaystyle \,a<\!\!<1},
Aquesta expressió se simplifica per donar la versió euclidiana del teorema del cosinus. Per veure-ho, s'utilitzen els desenvolupaments limitats següents:
{\displaystyle \,\sin a=a+O(a^{3})}, etc.,
{\displaystyle \,\cos a=1-a^{2}/2+O(a^{3})}, etc.
Existeix una identitat similar que enllaça els tres angles:
{\displaystyle \cos \gamma =-\cos \alpha \,\cos \beta +\sin \alpha \,\sin \beta \,\cos c}

### Geometria hiperbòlica
En un triangle hiperbòlic ABC, el teorema del cosinus s'escriu
{\displaystyle \cosh c=\cosh a\,\cosh b+\sinh a\,\sinh b\,\cos \gamma }.
Quan el radi de curvatura es fa molt gran respecte les dimensions del triangle, es troba el teorema del cosinus euclidià a partir dels desenvolupaments limitats
{\displaystyle \,\sinh a=a+O(a^{3})}, etc.,
{\displaystyle \,\cosh a=1+a^{2}/2+O(a^{3})}, etc.

## Analogia en el cas del tetraedre
Una afirmació anàloga comença per agafar {\displaystyle \scriptstyle {\alpha ,\ \beta ,\ \gamma ,\ \delta }} de forma que siguin les àrees de les quatre cares d'un tetraedre. Es denoten els angles dièdrics per {\displaystyle \scriptstyle {{\widehat {\beta \gamma }},}} etc. Llavors
{\displaystyle \alpha ^{2}=\beta ^{2}+\gamma ^{2}+\delta ^{2}-2\left(\beta \gamma \cos \left({\widehat {\beta \gamma }}\right)+\gamma \delta \cos \left({\widehat {\gamma \delta }}\right)+\delta \beta \cos \left({\widehat {\delta \beta }}\right)\right).\,}